# Copelatus cubaensis
Copelatus cubaensis är en skalbaggsart som beskrevs av Schaeffer 1908. Copelatus cubaensis ingår i släktet Copelatus och familjen dykare. Inga underarter finns listade i Catalogue of Life.